# Fryderyk V (burgrabia Norymbergi)
Fryderyk V (ur. 3 marca 1333, zm. 21 stycznia 1398) z rodu Hohenzollern – burgrabia Norymbergi w latach 1357–1397. Był ósmym burgrabią norymberskim pochodzącym z rodu Hohenzollernów.
Był starszym synem burgrabiego Norymbergi, Jana II i Elżbiety von Henneberg (zm. 1377), córki Bertolda VII (1272 – 13 kwietnia 1340) hrabiego Henneberg-Schleusingen oraz Adelajdy Heskiej (1268 – 1317), córki Henryka I (1244-1308) pierwszego landgrafa Hesji i jego pierwszej żony Adelajdy (zm. 1274) z dynastii Welfów.
Po jego śmierci synowie, Fryderyk i Jan, podzielili się władzą. Jan został później pierwszym burgrabią Brandenburg-Kulmbach. Fryderyk zaś został także elektorem Brandenburgii.

## Dzieci
W 1350 roku Fryderyk poślubił Elżbietę miśnieńską (1329-1375), córkę Fryderyka II Poważnego (1310-1349) z rodu Wettinów, margrabiego Miśni i Matyldy bawarskiej (1313–1346), córki Ludwika IV Bawarskiego z rodu Wittelsbachów.
Ich dziećmi byli:
1. Jan (1369–1420) – burgrabia Norymbergi jako Jan III
2. Fryderyk (1371–1440) – burgrabia Norymbergi jako Fryderyk VI
3. Elżbieta (1358–1411), żona Ruprechta z Palatynatu (1352-1410) z dynastii Wittelsbachów, króla Niemiec 1400-1410
4. Beatrycze (1355-1414), żona księcia Albrechta III Habsburga (1349/1350-1395) z Austrii
5. Małgorzata (1367-1406), druga żona Hermanna II (1341-1413) landgrafa Hesji
6. Anna (1375-1392)
7. Katarzyna (1375-1409), ksieni Klarysek w Hof
8. Agnieszka (Agnes) (1366 – 22 maja 1432), klaryska w Hof (1376/86), ślub w Konstancji w 1386 z baronem Friedrich von Daber († 15 lipca 1410), klasztor w Hof (1406/32), ksieni (1411 – 1432)